# ۵۹۹ (قمری)
۵۹۹ (قمری)، پانصد و نود و نهمین سال در گاهشماری هجری قمری است. اول محرم این سال برابر با بیست و هفتم سپتامبر سال ۱۲۰۲ میلادی است.

## وابسته
- راحةالصدور